# کلیمباخ
cکلیمباخ (به فرانسوی: Climbach) یک کمون در فرانسه با جمعیت ۵۲۳ نفر است که در Canton of Wissembourg واقع شده‌است.